# يقين

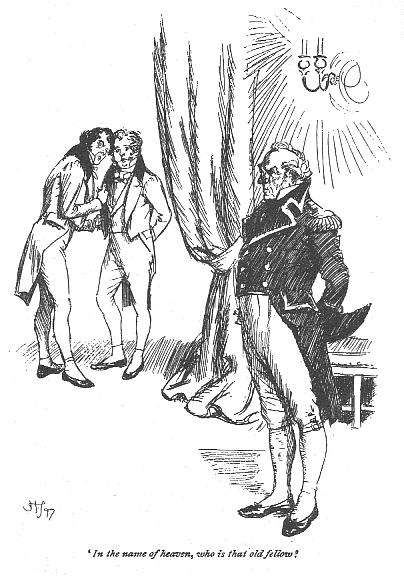

اليقين في اللغة العلم الذي لا شك معه. وفي الاصطلاح اعتقاد الشيء بأنه كذا مع اعتقاد أنه لا يمكن إلا كذا، مطابقا للواقع غير ممكن الزوال؛ والقيد الأول جنس يشتمل إلى الظن أيضا، والثاني يخرج الظن، والثالث يخرج الجهل، والرابع يخرج اعتقاد المقلد المصيب.

## اصطلاح
اليقين عند أهل الحقيقة رؤية العيان بقوة الإيمان، لا بالحجة والبرهان. وقيل بمشاهدة الغيوب بصفاء القلوب، وملاحظة الأسرار بمحافظة الأفكار. وقيل هو طمأنينة لقلب على حقيقة الشيء، يقال «يقن الماء في الحوض» إذا استقر فيه. وقيل اليقين رؤية العيان. وقيل تحقيق التصديق بالغيب بإزالة كل شك وريب. وقيل اليقين نقيض الشك. وقيل اليقين رؤية العيان بنور الإيمان. وقيل اليقين ارتفاع الريب في مشهد الغيب. وقيل اليقين العلم الحاصل بعد الشك.

### اليونان القديمة
اتضحت العناصر الرئيسة للشك الفلسفي -الفكرة القائلة بأن الأمور لا يمكن أن تُعرف على وجه اليقين، والتي عبر عنها الإغريق القدماء بكلمة أكاتوليبسي (انعدام الفهم) بالإنجليزية: Acatalepsy- في كتابات العديد من الفلاسفة اليونانيين القدماء، لا سيما زينوفوس ودمقراطيوس. كانت أول مدرسة هلنستية اعتنقت الشكّ الفلسفي هي البيرونية، التي أسسها بيرو من إيليس. وسرعان ما امتدت شكوك بيرو إلى أكاديمية أفلاطون تحت حكم أرسيلاوس، الذي تخلى عن العقيدة الأفلاطونية وبدأ التشكك الأكاديمي، وهي المدرسة الثانية المشككة في الفلسفة الهلنستية. والفارق الرئيس بين المدرستين المشككتين كان أن أهداف البيرونية هي العلاج النفسي (على سبيل المثال، قيادة الممارسين إلى حالة اضطراب الطمأنينة والتحرر من القلق، في حين كانت أهداف التشكك الأكاديمي تدور حول إصدار أحكام في ظل عدم اليقين (على سبيل المثال، تحديد الحجج الأكثر شبها بالحقيقة).

### ديكارت - القرن السابع عشر
في كتابة تأملات في الفلسفة الأولى، ينبذ ديكارت كل المعتقدات بالأشياء غير المؤكدة على الإطلاق، ثم يحاول إثبات ما يمكن أن يعرف بالتحديد. على الرغم من أن مبدأ الكوجيتو ديكارتي غالبا ما ينسب إلى تأملات ديكارت في الفلسفة الأولى، فهي الواقع موضوعة في خطابه عن الأسلوب. بيد أنه، بسبب الآثار المترتبة على الاستنتاج داخل المعطى، غير الحجة إلى «أنا أفكر، أنا موجود»؛ وأصبح هذا أول يقين له.

### لودفيج فيتجنشتاين - القرن العشرين
على اليقين سلسلة من الملاحظات التي أدلى بها لودفيغ فيتغنشتاين قبيل وفاته. الموضوع الرئيس لها هو أن السياق يلعب دورًا في علم المعرفة. يؤكد ويتجنشتاين على رسالة مناهضة للأساس: أن كل ادعاء يمكن التشكيك به ولكن اليقين ممكن في إطار العمل «إن الوظيفة [الإقرارات] التي تخدم اللغة هي أن تكون بمثابة إطار يمكن أن تكون فيه الاقتراحات التجريبية منطقية».

## درجات اليقين
يقترح الفيزيائي لورانس كراوس أن الحاجة إلى تحديد درجات اليقين ليست محل تقدير في مختلف المجالات، بما في ذلك رسم السياسات وفهم العلم. وهذا لأن الأهداف المختلفة تتطلب درجات مختلفة من اليقين، ولا يدرك الساسة دوما مدى اليقين الذي نتعامل معه.
ورأى رودولف كارناب أن اليقين مسألة درجة («درجة اليقين») يمكن قياسها بموضوعية، وأن الدرجة الأولى هي اليقين. انشأ الاستدلال البايزي درجات من اليقين تفسَّر على أنها مقياس من المعتقد النفسي الذاتي.
بدلًا من ذلك، قد يستخدم المرء درجات اليقين الشرعية. وترتفع معايير الأدلة هذه على النحو التالي: لا يوجد دليل موثوق به، وبعض الأدلة الموثوقة، وثبات الأدلة، والأدلة الواضحة والمقنعة، دون شك معقول، ودون أي نسبة من الشك (من المؤكد أنه معيار مستحيل التحقيق، لا يخدم سوى إنهاء القائمة).

## أزمة الرياضيات الأساسية
كانت أزمة الرياضيات الأساسية مصطلحًا في أوائل القرن العشرين للبحث عن الأسس الصحيحة للرياضيات.
بعد أن واجهت عدة مدارس في فلسفة الرياضيات صعوبات واحدة تلو الأخرى في القرن العشرين، بدأ الافتراض بأن أي أساس في الرياضيات يمكن أن ينص عليه في الرياضيات نفسها على أنه يواجه تحديًا كبيرًا.
تبين أن المحاولات الواحدة تلو الأخرى لتوفير أسس غير قابلة للجدال للرياضيات تعاني من مفارقات مختلفة (مثل مفارقة راسل) وأنها غير متسقة.
كانت مدارس الفكر المختلفة تعارض بعضها. وكانت المدرسة الرائدة في هذا المجال مدرسة النهج الشكلي، التي كان ديفيد هيلبرت من أشد المؤيدين لها، والذي بلغ ذروته في ما يعرف ببرنامج هيلبرت، سعى هيلبرت إلى وضع الرياضيات على أساس صغير من النظام الشكلي، الذي أثبت سلامته بالاستعانة بوسائل رياضية. كان الخصم الرئيس هو مدرسة الحدس، بقيادة إل بروور، الذي تجاهل بحزم الشكليات كلعبة بلا معنى مع الرموز. في عام 1920 نجح هيلبرت في إبعاد بروور، الذي اعتبره تهديدًا للرياضيات، عن هيئة تحرير مجلة الرياضيات أنالن، المجلة الرياضية الرائدة في ذلك الوقت.
تبين مبرهنة عدم الاكتمال لجودل، التي أثبتت في عام 1931، أنه لا يمكن تحقيق الجوانب الأساسية لبرنامج هيلبرت. في النتيجة الأولى لجودل أظهر كيف تُبنى لأي نظام بديهي قوي متناسق بما يكفي -مثل ضرورة إبراز النظرية الأولية للحساب- جملة يمكن أن تظهر أنها صحيحة، ولكن هذا لا يتماشى مع قواعد النظام. لذا أصبح من الواضح أن مفهوم الحقيقة الرياضية لا يمكن تقليصه إلى نظام شكلي بحت كما هو متوخى في برنامج هيلبرت. وفي النتيجة التالية أظهر جودل أن مثل هذا النظام لم يكن قويا بالقدر الكافي لإثبات تناسقه، ناهيك عن قدرة نظام أبسط على القيام بالمهمة. وهذا يثبت أن لا أمل في إثبات الاتساق بين أي نظام يحتوي على محور من العمليات الحسابية الأولية، وعلى وجه الخصوص، لإثبات اتساق نظرية زرميلو فراينكل، وهو النظام المُستخدم عمومًا لبناء كل الرياضيات.